# Diócesis de Concordia (Estados Unidos)
La diócesis de Concordia (en latín: Dioecesis Concordiensis in America y en inglés: Roman Catholic Diocese of Concordia, Kansas) fue una circunscripción eclesiástica de la Iglesia católica en Estados Unidos. Se trataba de una diócesis latina, sufragánea de la arquidiócesis de San Luis. Fue suprimida el 23 de diciembre de 1944 y restaurada como diócesis titular en 1995. Desde el 21 de mayo de 2004 su arzobispo titular (a título personal) es Antonio Sozzo.

## Territorio y organización
La diócesis tenía 26 685 km² y extendía su jurisdicción sobre los fieles católicos de rito latino residentes en parte del estado de Kansas, comprendiendo los condados de: Cheyenne, Cloud, Decatur, Ellis, Gove, Graham, Jewell, Lincoln, Logan, Mitchell, Norton, Osborne, Ottawa, Phillips, Rawlins, Republic, Rooks, Russell, Saline, Sheridan, Sherman, Smith, Thomas, Trego, Wallace, Clay, Dickinson, Geary, Riley y Washington.
La sede de la diócesis se encontraba en la ciudad de Concordia, en donde su catedral era la actual iglesia de Nuestra Señora del Perpetuo Socorro de la diócesis de Salina.
En 1928 en la diócesis existían 95 parroquias.

## Historia
La primera presencia católica en la actual Kansas fue durante la década de 1540, cuando el sacerdote misionero Juan de Padilla acompañó al explorador español Francisco Vázquez de Coronado en su expedición a través de la región.
La diócesis de Concordia fue erigida el 2 de agosto de 1887 mediante el breve Quum ex apostolico munere del papa León XIII, obteniendo el territorio de la diócesis de Leavenworth.
Con solo 20 sacerdotes residentes y una creciente población católica, el obispo Scannell intentó resolver la escasez de sacerdotes estableciendo un seminario preparatorio en Belleville, colocando su primera piedra en junio de 1890. Sin embargo, debido a una depresión económica, el seminario nunca se construyó y dejó a la diócesis con una deuda que duró hasta fines de 1942.
El 1 de julio de 1897, como resultado del breve Quae rei sacrae del papa León XIII, se expandió hacia el este, incorporando cinco condados que pertenecían a la diócesis de Leavenworth: Clay, Dickinson, Geary, Riley y Washington.
El 23 de diciembre de 1944 la sede fue trasladada a Salina y asumió el nombre de diócesis de Salina.

### Diócesis titular
Desde 1995 Concordia figura entre las sedes episcopales titulares de la Iglesia católica. Desde el 5 de agosto de 1995, el arzobispo (a título personal) titular es Antonio Sozzo, nuncio apostólico en Marruecos.

## Estadísticas
Según el sitio Catholic-Hierarchy la diócesis tenía a fines de 1928 un total de 41 118 fieles bautizados.
| Año                         | Población            | Población | Población      | Sacerdotes | Sacerdotes    | Sacerdotes    | Bautizados por sacerdote | Diáconos permanentes | Religiosos | Religiosos | Parroquias |
| Año                         | Bautizados católicos | Total     | % de católicos | Total      | Clero secular | Clero regular | Bautizados por sacerdote | Diáconos permanentes | Varones    | Mujeres    | Parroquias |
| --------------------------- | -------------------- | --------- | -------------- | ---------- | ------------- | ------------- | ------------------------ | -------------------- | ---------- | ---------- | ---------- |
| 1918                        | 34 362               |           |                | 97         | 63            | 34            | 354                      |                      |            |            | 95         |
| 1928                        | 41 118               |           |                | 95         | 64            | 31            | 432                      |                      |            |            | 95         |
| Fuente: Catholic-Hierarchy. |                      |           |                |            |               |               |                          |                      |            |            |            |

## Episcopologio

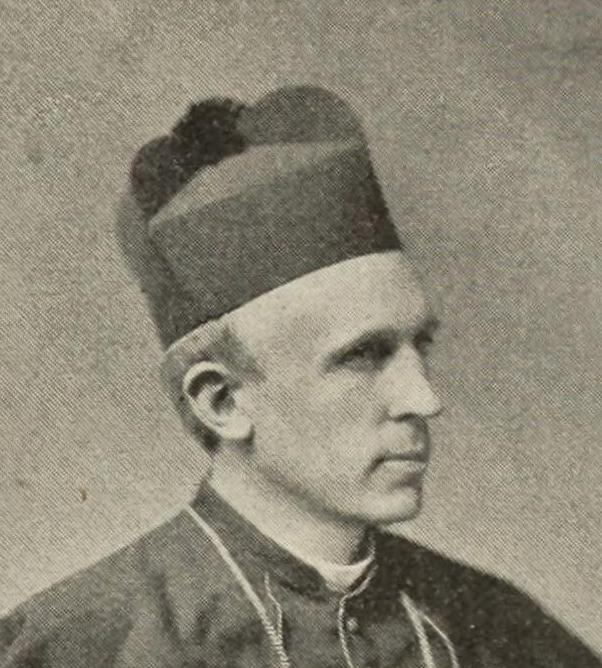
Richard Scannell, primer obispo de la diócesis de Concordia

- Richard Scannell † (9 de agosto de 1887-30 de enero de 1891 nombrado obispo de Omaha)
  - Sede vacante (1891-1898)
  - Thaddeus Joseph Butler † (5 de julio de 1897-16 de julio de 1897 falleció) (obispo electo)[nota 2]
- John Francis Cunningham † (14 de mayo de 1898-23 de junio de 1919 falleció)
- Francis Joseph Tief † (16 de diciembre de 1920-11 de junio de 1938 renunció[nota 3])
- Francis Agustine Thill † (24 de agosto de 1938-23 de diciembre de 1944 sede renombrada diócesis de Salina)

### Obispos titulares
- Antonio Sozzo, desde el 5 de agosto de 1995